# Boomlings
Boomlings è un videogioco rompicapo per telefono cellulare di abbinamento a quattro creato da Robert Topala, pubblicato su Steam per Microsoft Windows e MacOS il 5 novembre 2012.

## Pubblicazione
Il gioco non è più disponibile su Google Play o App Store, ma scaricabile tramite sideload utilizzando un file .apk o .ipa.

## Accoglienza
È stato nominato come videogioco per cellulare nel 2012 agli Swedish Game Awards.